# Франциско Ореглія
Франциско Оре́глія (ісп. Francisco Oreglia; нар. 1 серпня 1912, Девото) — аргентинський вчений-енолог, доктор наук; член-кореспондент Італійської академії виноградарства і виноробства з 1955 року.

## Біографія
Народився 1 серпня 1912 року в місті Девото (провінція Кордова, Аргентина).
З 1965 року працював на посаді декана факультету технології виноробства, був професором кафедри технології вторинного виноробства. З 1981 року — директор дослідницького інституту того ж факультету. 
Автор книги: «Теоретичне і практичне виноробство» в 2-х томах.